# باشگاه فوتبال اسلاون بلوپو
باشگاه فوتبال اسلاون بلوپو (انگلیسی: Slaven Belupo Football Club) یک باشگاه فوتبال در شهر کپریونیتسا، کرواسی است. این باشگاه که در سال ۱۹۰۷ تاسیس شده سابقه یک نایب قهرمانی در لیگ فوتبال کرواسی را دارد.